# 코린 주터
코린 주터(독일어: Corinne Suter, 1994년 9월 28일~)는 스위스의 알파인 스키 선수로 2022년 동계 올림픽 여자 활강에서 금메달을 획득했다.